# Protodarcia bicolorella
Protodarcia bicolorella är en fjärilsart som beskrevs av Forbes 1931. Protodarcia bicolorella ingår i släktet Protodarcia och familjen äkta malar.
Artens utbredningsområde är Puerto Rico. Inga underarter finns listade i Catalogue of Life.